# (96200) Oschin
(96200) Oschin est un astéroïde de la ceinture principale.

## Description
(96200) Oschin est un astéroïde de la ceinture principale. Il fut découvert le 25 août 1992 à l'observatoire Palomar par Andrew Lowe. Il présente une orbite caractérisée par un demi-grand axe de 3,12 UA, une excentricité de 0,21 et une inclinaison de 4,3° par rapport à l'écliptique.

## Compléments